# 청양군 (선거구)
청양군은 대한민국의 옛 국회의원 선거구이다. 당시 충청남도 청양군 지역을 관할했다.

## 역사
제헌 국회의원 선거를 앞두고 청양군 전 지역을 관할하는 선거구로 신설되었다.
제6대 국회의원 선거를 앞두고 홍성군 선거구와 통합되어 청양군·홍성군 선거구를 이루게 됨에 따라 폐지되었다.

## 역대 국회의원
| 선거   | 정당 | 정당               | 의원   |
| ------ | ---- | ------------------ | ------ |
| 1948년 |      | 대한독립촉성국민회 | 이종근 |
| 1950년 |      | 무소속             | 이상철 |
| 1954년 |      | 자유당             | 정명선 |
| 1958년 |      | 자유당             | 김창동 |
| 1960년 |      | 민주당             | 이상철 |

## 역대 선거 결과

### 대한민국 제헌 국회의원 선거
|  | 40.79% |

|  | 31.38% |

|  | 14.99% |

|  | 12.82% |

### 대한민국 제2대 국회의원 선거
|  | 100.00% |

|  | 0% |

|  | 0% |

|  | 0% |

|  | 0% |

|  | 0% |

|  | 0% |

|  | 0% |

|  | 0% |

|  | 0% |

|  | 0% |

|  | 0% |

### 대한민국 제3대 국회의원 선거
|  | 59.38% |

|  | 21.36% |

|  | 16.54% |

|  | 1.63% |

|  | 1.07% |

### 대한민국 제4대 국회의원 선거
|  | 50.78% |

|  | 49.21% |

### 대한민국 제5대 국회의원 선거
|  | 64.26% |

|  | 19.60% |

|  | 16.13% |